# دان کمبرن
دان کمبرن (انگلیسی: Donn Cambern؛ زادهٔ ۹ اکتبر ۱۹۲۹ - درگذشتهٔ ١٨ ژانویهٔ ٢٠٢٣) تدوین‌گر اهل ایالات متحده آمریکا بود.

## فیلم‌شناسی
- ایزی رایدر (دنیس هاپر-۱۹۶۹)
- Blume in Love (پل مازورسکی-۱۹۷۳)
- هیندنبورگ (رابرت وایز-۱۹۷۵)
- اکس‌کالیبور (در فیلم ذکر نشده؛ جان بورمن-۱۹۸۱)
- عشق‌بازی با سنگ (رابرت زمکیس-۱۹۸۴)
- هری و خانواده هندرسون (۱۹۸۷)
- شکارچیان روح ۲ (ایوان رایتمن-۱۹۸۹)
- محافظ شخصی (میک جکسون-۱۹۹۲)